# Rebelión de Pontiac
La rebelión de Pontiac fue una guerra comenzada en 1763 por los indios de Norteamérica, quienes estaban insatisfechos con las políticas británicas en la zona de los Grandes Lagos tras su victoria en la guerra franco-india (1754-1763). Guerreros de numerosas tribus se unieron al levantamiento en un esfuerzo de expulsar a los soldados y colonos británicos de la región. El nombre de la guerra viene del jefe nativo más importante del conflicto, Pontiac, líder de los ottawa.
La guerra comenzó en mayo de 1763, cuando los indígenas, alarmados por las imposiciones del general Jeffrey Amherst, atacaron varios fuertes y asentamientos británicos. Destruyeron ocho fuertes y mataron y capturaron a cientos de colonos, con lo que consiguieron que muchos otros huyeran de la región. Las hostilidades acabaron dos años después, cuando las incursiones del Ejército británico llevaron a las negociaciones de paz. Los indios fueron incapaces de expulsar a los británicos, pero el levantamiento consiguió que el Gobierno británico modificase su política hacia los indígenas.
La guerra en la frontera fue brutal y el asesinato de prisioneros, el ataque a civiles y otras atrocidades fueron continuos en ambos bandos. El caso más fuerte de todos fue cuando un grupo de oficiales británicos en Fort Pitt intentaron infectar al grupo de indígenas que los asediaba con mantas que habían cubierto cuerpos de enfermos de viruela. La crueldad del conflicto fue un reflejo de una creciente división racial entre los colonos y los amerindios. El gobierno británico quería evitar la violencia racial, para lo que redactó un Decreto Real en 1763,[cita requerida] mediante el cual se delimitaban las fronteras entre las tierras de los colonos y las de los indígenas.

## Nombre del conflicto
El conflicto recibió el nombre del jefe Pontiac de los ottawa, el líder nativo más famoso de la guerra. Otros nombres que recibe son Guerra de Pontiac y Levantamiento de Pontiac. Al principio de las hostilidades se la llamaba guerra de Kiyasuta y Pontiac ya que Kiyasuta (o Guyasuta) fue otro importante líder seneca. Tras la publicación en 1851 del libro The Conspiracy of Pontiac, de Francis Parkman, se extendió el nombre de Conspiración de Pontiac. Este libro es una de las primeras referencias sobre la guerra y sigue siendo un elemento de estudio.
En el siglo XX, algunos historiadores acusaron a Parkman de haber exagerado la influencia de Pontiac en el conflicto por lo que era un error denominarlo según el nombre del jefe indio. Por ejemplo, en 1988, Francis Jennings escribió: «En la turbia mente de Francis Parkman los complots provenían de un genio salvaje, el jefe ottawa Pontiac, y por ello se convirtió en la Conspiración Pontiac, pero Pontiac fue solo un jefe guerrero local de los ottawa en una resistencia que abarcaba a muchas tribus». Por ello se sugirieron otros nombres alternativos, aunque los historiadores continúan usando los nombres más conocidos, siendo probablemente Guerra de Pontiac el más usado.

## Orígenes

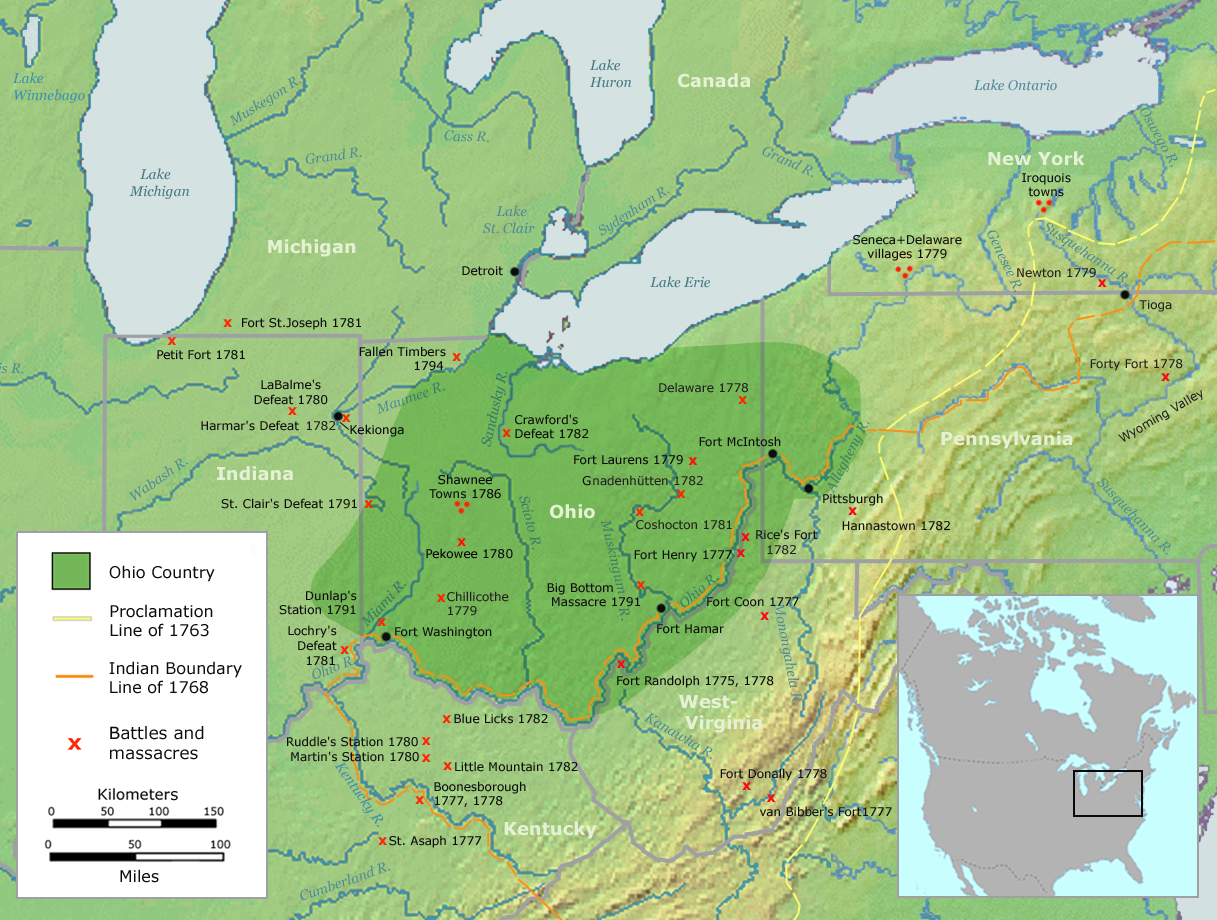
El territorio del Ohio abarcaba el actual estado de Ohio y parte de los de Pensilvania, Virginia Occidental e Indiana

En las décadas previas a la Rebelión de Pontiac, Francia y Gran Bretaña participaron en una serie de guerras en Europa que también afectaron a América, donde fueron conocidas como las guerras franco-indias. La mayor de ellas fue la guerra de los Siete Años, un conflicto a nivel mundial por el cual Francia perdió sus territorios de Nueva Francia, que cayeron en manos británicas y españolas. La mayor parte de la lucha en Norteamérica (generalmente esta parte del conflicto se conoce como guerra franco-india) se desarrolló en la región de los Grandes Lagos y a lo largo del río San Lorenzo. Los enfrentamientos principales concluyeron en 1760 con la captura de Montreal por Jeffrey Amherst.
Las tropas británicas procedieron a ocupar diversos fuertes en el territorio del Ohio y los Grandes Lagos que antes pertenecían a los franceses. Incluso antes de que la guerra terminase oficialmente mediante el Tratado de París de 1763, la Corona británica comenzó a realizar cambios para administrar los vastos territorios recién ganados. Si bien los franceses habían desarrollado alianzas con los indígenas, los británicos trataron a los indios como gente conquistada tras la guerra.
No pasó mucho tiempo antes de que los antiguos aliados de los franceses se sintieran insatisfechos por la ocupación británica y las nuevas políticas impuestas.

Os creéis dueños de estas tierras porque se las habéis arrebatado a los franceses, quienes, ya lo sabéis, no tenían derecho a ellas, pues son propiedad de nosotros, los indios.
Nimwha, diplomático shawnee a George Croghan, 1768.

### Tribus involucradas
Los indios involucrados en la rebelión de Pontiac vivían en una región de Nueva Francia de fronteras no muy bien definidas conocidas como le pays d’en haut (el país de arriba), el cual fue reclamado por Francia hasta la firma del Tratado de París. Los indios del pays d’en haut provenían de muchas tribus distintas. En ese momento, en Norteamérica, se definía tribu como un grupo étnico o lingüístico más que como una entidad política. Ningún jefe hablaba en nombre de toda una tribu ni ninguna tribu actuaba al unísono. Como ejemplo, los ottawa no fueron a la guerra como tribu, sino que algunos líderes decidieron participar mientras que otros se mantuvieron apartados del conflicto.
Las tribus del pays d’en haut provenían de tres grupos principales:
- El primer grupo estaba formado por las tribus de la región de los Grandes Lagos: los ottawa, los ojibwa, los potawatomi y los hurones. Todos ellos habían estado aliados con los franceses, con quienes habían convivido, comerciado e incluso habían contraído matrimonio. Los indios de los Grandes Lagos se alarmaron al saber que quedaban bajo soberanía británica tras la derrota francesa en la guerra franco-india. Cuando un regimiento británico tomó posesión de Fort Detroit en 1760, los indios locales les advirtieron que esa tierra se la había dado Dios a los indios, por lo que no pertenecía a los invasores.[9]

- El segundo grupo consistía en las tribus del país de los Illinois,[10] que incluía a los miami, los wea, los kikapú, los mascouten y los piankeshaw.[1] Como las tribus de los Grandes Lagos, estos pueblos tenían estrechas relaciones con los colonos franceses. Durante la guerra, los británicos fueron incapaces de adentrar una fuerza militar en el territorio de Illinois, que era el punto más alejado al oeste del conflicto, por lo que los de Illinois fueron los últimos indios en entrar en contacto con los británicos.[7]

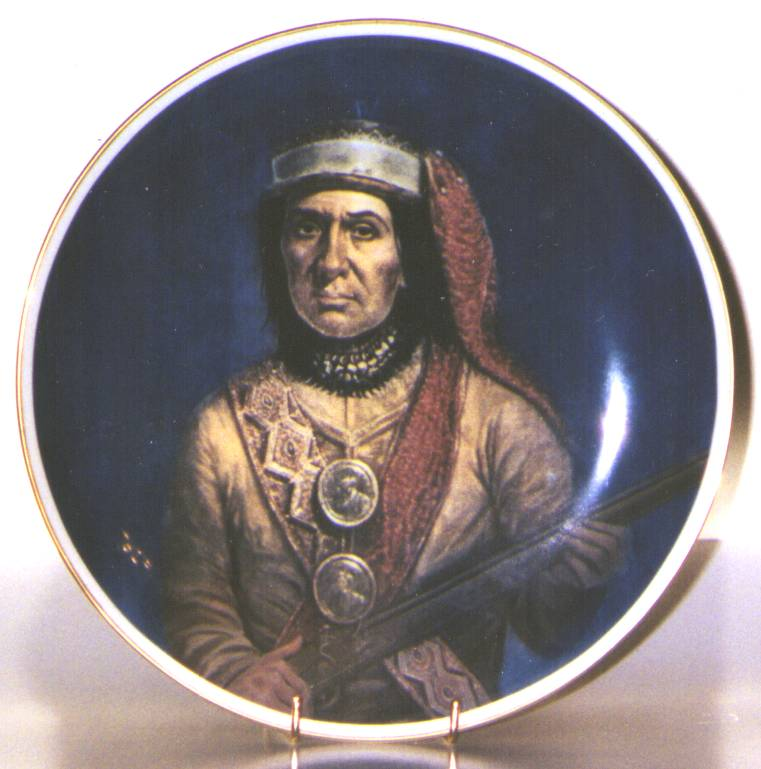
Retrato de Guyasuta, líder de los seneca, la única tribu iroquesa en rebelarse contra los británicos

- El tercer grupo es el de las tribus del territorio del Ohio, compuesto por los lenape (delaware), los shawnee, los wyandot (hurones) y los mingo. Estas gentes habían migrado al valle del Ohio a principios del siglo XVIII para escapar de la dominación de británicos, franceses e iroqueses desde diversos lugares.[11]

Al contrario que las tribus de los Grandes Lagos y de Illinois, los indios del Ohio no tenían demasiada relación con los franceses y habían luchado de su parte sólo para expulsar a los británicos. Ellos hicieron un tratado de paz aparte con los británicos bajo la promesa de estos de abandonar las tierras del Ohio. Sin embargo, tras la derrota francesa y el consiguiente abandono de la zona, los británicos mejoraron sus fuertes de la región en lugar de abandonarla por lo que los nativos fueron a la guerra para intentar de nuevo expulsar a los colonos británicos.
La Confederación Iroquesa no participó en la rebelión de Pontiac debido a su alianza con los británicos, conocida como Covenant Chain. Sin embargo, la tribu iroquesa más occidental, los seneca, se había separado de la alianza. En 1761 los seneca comenzaron a enviar mensajes de guerra a las tribus de los Grandes Lagos, conviniéndoles a unirse para expulsar a los británicos. Cuando la guerra comenzó en 1763 muchos miembros de la tribu decidieron participar.

### Las políticas de Amherst

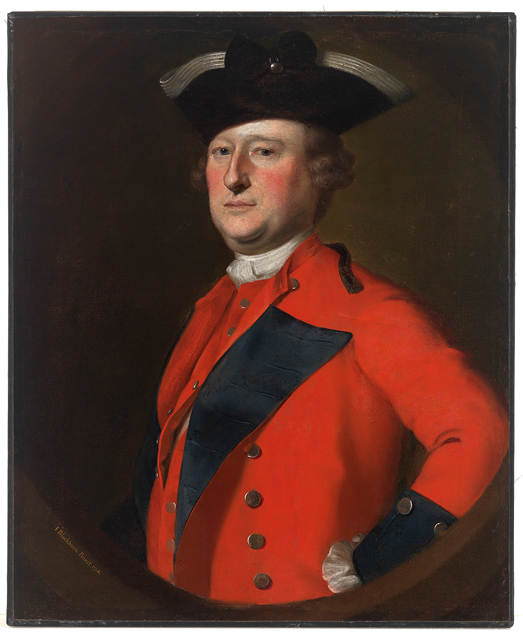
Retrato de Jeffrey Amherst, comandante en jefe de las tropas británicas en las colonias americanas

El general Jeffrey Amherst, el comandante en jefe de las tropas británicas en Norteamérica, fue el encargado de administrar los asuntos de los nativos, lo que incluía tanto lo referente a la presencia militar en sus tierras como la regulación del comercio de pieles. Amherst creía que con Francia fuera del territorio, los indios no tendrían otra opción más que aceptar el dominio británico. También pensaba que eran incapaces de presentar ninguna resistencia peligrosa para el ejército británico, por lo que, de las 8000 tropas bajo su mando en América, solo 500 estaban destacadas en territorios indios. Amherst y otros oficiales como el mayor Henry Galdwin, quien estaba al mando de Fort Detroit, hicieron pocos esfuerzos para mantener contentos a los nativos. Los indios involucrados en el levantamiento se quejaban de que los británicos los trataban como si fueran esclavos o perros.
Otro hecho que enfadó a los nativos fue la decisión de Amherst en 1761 de cortar el suministro de regalos a los indios. Dar presentes a los indígenas se había convertido en una parte esencial de la relación entre los franceses y las tribus del pays d’en haut. Provenía de una tradición india cargada de simbolismo. Los franceses ofrecían armas, cuchillos, tabaco y ropa a los jefes de las distintas tribus y estos los repartían entre su gente. En este proceso los jefes tribales ganaban prestigio entre sus hombres y así podían mantener la alianza con los franceses. Amherst, sin embargo, consideraba que este proceso era una forma de soborno que ya no era necesaria, sobre todo después de tener que recortar gastos al comenzar la guerra con los franceses. Muchos indios consideraron que este cambio se debía a que los británicos no los consideraban sus aliados, sino sus esclavos.
Amherst también comenzó a restringir la cantidad de munición y pólvora que los comerciantes podían vender a los indios. Mientras que los franceses habían permitido que los indígenas se surtieran de dichos suministros, Amherst no se fiaba de ellos, especialmente después de la Rebelión Cheroqui de 1761, en la cual los cheroqui se levantaron en armas contra sus antiguos aliados, los británicos. La guerra con los cheroqui acabó pronto porque éstos estaban escasos de pólvora y por ello esperaba, al cortar el suministro de armas, que cualquier futura rebelión fuese rápidamente aplacada por el mismo motivo. Esto provocó el resentimiento entre los nativos porque las armas y la pólvora eran necesarias para conseguir comida para sus familias y las pieles con las que comerciaban. Muchos indios comenzaron a creer que los británicos los estaban desarmando preparando una guerra contra ellos. Sir William Johnson, el superintendente del Departamento Indio, intentó avisar a Amherst de los peligros que sus restricciones traían, pero no consiguió disuadirlo.

### Tierra y religión
La tierra fue también un asunto influyente en el estallido de la guerra. Mientras los colonos franceses habían sido relativamente pocos (se calcula que no habría más de 70 000 en toda Nueva Francia), los colonos británicos llegaban continuamente. Los shawnee y los delaware del Ohio fueron desplazados por el avance colonial desde el este y esto motivó su participación en la guerra. Por otro lado, los indios de los Grandes Lagos y de Illinois no habían resultado gravemente afectados por los asentamientos europeos, aunque conocían las experiencias de tribus del este y temían que eso les pudiera suceder. La mayoría de las tribus que participaron en la Rebelión de Pontiac no estaban amenazadas de un desplazamiento inmediato por los colonos blancos y fueron la actitud y las leyes del ejército británico los que les resultaron peligrosos e insultantes, y los principales factores que influyeron en la rebelión.
También contribuyó al estallido del conflicto un resurgimiento del sentido religioso entre los indígenas en la década de 1760. El movimiento fue alimentado por el descontento con los británicos, la falta de comida y las epidemias. El más influyente en este fenómeno fue Neolin, conocido como el Profeta Delaware, quien decía a los indios que dejasen de comerciar con los blancos. Mezclando elementos del cristianismo con las creencias religiosas tradicionales, Neolin explicaba a todos los que le escuchaban que el Señor de la Vida estaba descontento con los indios por tomar los malos hábitos de los colonos, quienes suponían una amenaza para su existencia. Acusaba a los británicos de haber traído la viruela, el alcohol y la enfermedad. Fue un mensaje muy bien acogido entre las gentes cuyo mundo había cambiado por la fuerza y parecía fuera de control.

## Estallido de la guerra

### Planeamiento de la guerra
Aunque la rebelión de Pontiac comenzó en 1763, ya habían llegado rumores a los oficiales británicos en 1761 de que algunos indios enfadados estaban planeando atacar. Los seneca del Ohio (conocidos como mingo) enviaban mensajes a través de cinturones de guerra hechos de wampum mediante los que pedían a las otras tribus que se uniesen para expulsar a los británicos. Los mingo, liderados por Guyasuta y Tahaidoris estaban preocupados por estar rodeados por los numerosos fuertes británicos. En el Illinois Country y Detroit también hubo cinturones de guerra recorriendo el territorio. Sin embargo, los indios no estaban unidos y algunos nativos de Detroit informaron en 1761 a los británicos de los planes de los seneca. William Johnson mantuvo una importante reunión con los nativos de Detroit en septiembre de 1761, gracias a lo cual consiguió mantener una inestable paz. Pese a ello los cinturones de guerra siguieron recorriendo la región. La violencia estalló finalmente a principios de 1763, tras saber que Francia acababa de ceder el pays d’en haut a los británicos.

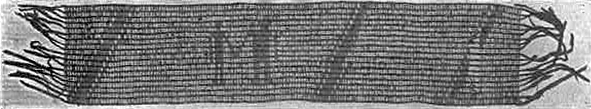
Los cinturones de wampum como este eran utilizados por los nativos norteamericanos para enviar información entre distintos poblados. En los meses previos a la rebelión de Pontiac circularon muchos de estos instigando al levantamiento contra Gran Bretaña.

La guerra comenzó en Fort Detroit con un ataque dirigido por Pontiac y rápidamente se esparció por toda la región. Los nativos tomaron ocho fuertes indios aunque otros, como Fort Detroit y Fort Pitt consiguieron resistir el asedio. Hay división entre los historiadores: Francis Parkman afirma en su libro La Conspiración de Pontiac que el ataque a los fuertes fue planeado por Pontiac mientras que, por otro lado, los estudiosos actuales opinan que el levantamiento se fue extendiendo conforme llegaban noticias de las acciones de Pontiac a las distintas comunidades de indios enfadados con los británicos.
Los ataques a los fuertes no fueron simultáneos, muchos indios del Ohio no entraron en combate hasta pasado un mes del primer asedio de Pontiac.
Parkman sostuvo que la guerra fue instigada por los colonos franceses que aún intentaban conspirar con los indios para desestabilizar el control británico de la zona. Esta fue una afirmación que mantuvieron los oficiales británicos durante mucho tiempo, pero muchos historiadores han demostrado que no hay ninguna evidencia que demuestre la intervención francesa. Es más, actualmente se opina que fueron los indios los que intentaron hacer que los franceses les apoyasen. Pontiac y otros líderes nativos hablaban frecuentemente del inminente regreso de los franceses al poder y del renacimiento de las alianzas franco-indias. Pontiac incluso izó una bandera francesa en su poblado. Todo esto, aparentemente pretendía hacer que Francia volviese a la guerra contra los británicos. Aunque algunos colonos franceses y comerciantes apoyaron el levantamiento no fueron ellos quienes lo iniciaron y, además los objetivos de la guerra eran claramente favorables a los indígenas, no a los franceses.

### Asedio de Fort Detroit
El 27 de abril de 1763, Pontiac habló ante un consejo a 16 km al sur del asentamiento de Detroit. Usando las enseñanzas de Neolin para llegar a los oyentes, Pontiac convenció a un importante número de indios ottawa, ojibwa, potawatomi y hurones de que se le uniesen para asediar Fort Detroit. El 1 de mayo Pontiac visitó el fuerte con 50 ottawas para evaluar la fuerza de la guarnición. Según una crónica francesa, Pontiac proclamó en un segundo consejo tras la visita del fuerte:

Es importante para nosotros, hermanos míos, que exterminemos de nuestras tierras a esa nación que lo único que persigue es destruirnos. Veis tan bien como yo que no podemos ya abastecernos como hacíamos con nuestros hermanos, los franceses… Por lo tanto, hermanos míos, debemos jurar que los destruiremos sin más demora. Nada nos lo impide; ellos son pocos y podemos hacerlo.

Confiando tomar la fortaleza por sorpresa, el 7 de mayo Pontiac entró en Fort Detroit con aproximadamente 300 hombres llevando armas ocultas. Los británicos habían recibido aviso sobre el plan de Pontiac y estaban preparados y armados. La estrategia de Pontiac falló y se retiró tras una breve reunión. Dos días después comenzó el asedio del fuerte. Pontiac y sus aliados mataron a todos los soldados y colonos británicos que encontraron fuera del fuerte, incluyendo mujeres y niños. Uno de los soldados fue comido ritualmente, como era costumbre entre algunos indios de la zona de los Grandes Lagos. La violencia estaba dirigida contra los británicos; a los franceses no les atacaron. Tras este primer incidente se unieron al asedio 900 guerreros más, provenientes de seis tribus distintas. Entretanto, el 28 de mayo, una columna de suministro británica conformada por 96 hombres enviada desde Fort Niágara bajo el mando del Teniente Abraham Cuyler fue emboscada y derrotada en Point Pelee.

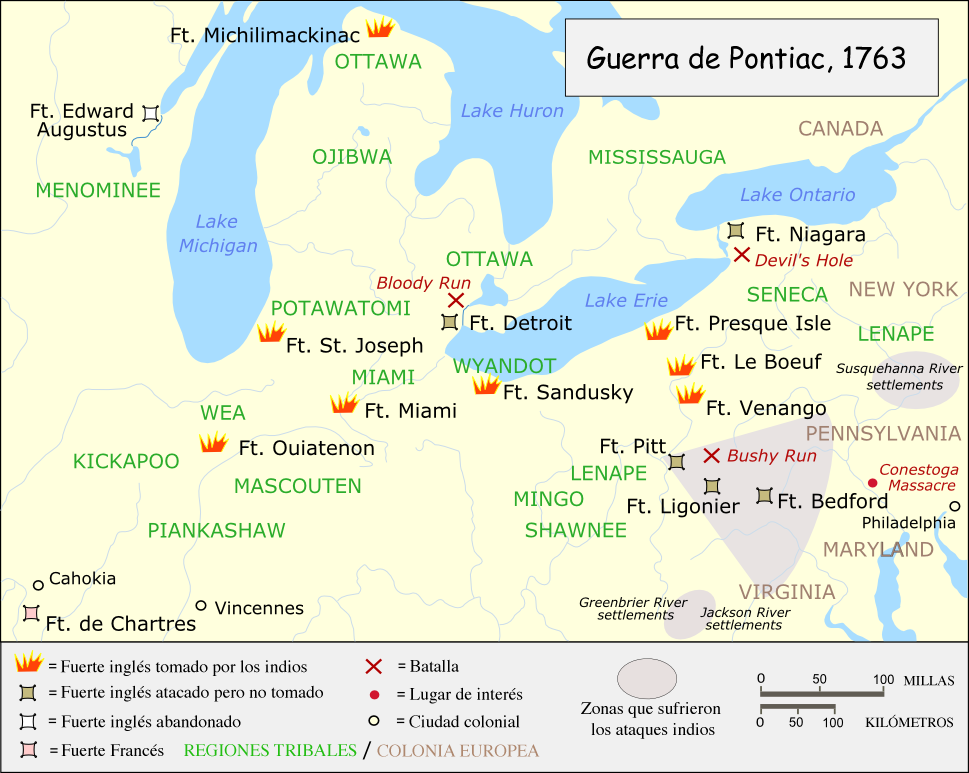
Mapa con los fuertes, las batallas y diversos datos de interés sobre la guerra de Pontiac

Tras recibir refuerzos, los británicos intentaron atacar por sorpresa el campamento de Pontiac, pero este, previéndolo, estaba preparado y los venció en la batalla de Bloody Run, el 31 de julio. No obstante, la situación en Fort Detroit se mantuvo igual y la influencia de Pontiac entre sus seguidores comenzó a decaer. Algunos grupos de indios abandonaron el asedio, haciendo las paces con los británicos antes de irse. El 31 de octubre, convencido de que los franceses de Illinois no acudirían en su ayuda, Pontiac abandonó el asedio y se retiró al Río Maumee, desde donde continuó con sus esfuerzos de presentar resistencia frente a los británicos.

### La toma de pequeños fuertes
Antes de que otros destacamentos británicos se hubieran enterado de asedio de Fort Detroit, los indios capturaron cinco pequeños fuertes en una serie de ataques entre el 16 de mayo y el 2 de junio. El primero en ser capturado fue Fort Sandusky, en la orilla del lago Erie. Había sido construido en 1761 por orden del general Amherst pese a las objeciones de los wyandot (hurones) locales quienes, en 1762 avisaron al comandante de que pronto lo destruirían. El 16 de mayo de 1763, un grupo de wyandots tomaron la entrada con el pretexto de mantener una reunión, la misma estrategia que había fallado e Detroit nueve días atrás. Capturaron al comandante y mataron a 15 soldados. Los comerciantes británicos del fuerte también fueron asesinados. Tal y como ya habían avisado un año atrás, los indios quemaron el fuerte hasta los cimientos.
Fort Saint Joseph, en el actual estado de Míchigan fue tomado el 25 de mayo siguiendo el mismo método que en Sandusky. El comandante fue capturado por los potawatomi y la mayor parte de los 15 hombres destacados en el fuerte fueron asesinados. Fort Miami, en el estado de Indiana, fue el tercer fuerte en caer. El 27 de mayo los indios consiguieron sacar al jefe del fuerte por la fuerza y lo mataron. Los nueve hombres del fuerte se rindieron entregando el fuerte.
En el Illinois Country, Fort Ouiatenon, a 8 km de la actual ciudad de Lafayette, Indiana, fue tomado por las tribus wea, kikapú y mascouten el 1 de junio. Consiguieron que los soldados saliesen del fuerte con objeto de mantener un consejo, lo que aprovecharon para capturarlos sin derramar sangre. Los indios de alrededor de Fort Ouiatenon tenían buenas relaciones con los militares del fuerte, pero mensajeros de Pontiac consiguieron convencerlos de atacar. Los guerreros se disculparon ante el comandante por haber tomado el fuerte alegando que habían sido obligados a hacerlo por las otras tribus. A diferencia de lo que sucedió en otros fuertes los indios no mataron a los británicos cautivos.
Fort Michilimackinac, en Míchigan fue el quinto y mayor fuerte tomado por sorpresa. El 2 de junio los ojibwa locales organizaron un partido de lacrosse contra los sauk, una tribu que estaba de visita. Los soldados acudieron a ver el partido como solían hacer. La bola fue lanzada dentro del fuerte a través de la puerta abierta. Los equipos se apresuraron a entrar persiguiendo la bola, donde tomaron armas que habían sido escondidas allí por sus mujeres. Alrededor de quince de los treinta y cinco hombres del fuerte murieron en la refriega. Cinco más fueron torturados hasta la muerte.
En una segunda oleada de ataques cayeron tres fuertes más en el territorio del Ohio a mediados de junio. Fort Venango, en Pensilvania fue tomado el 16 de junio por los seneca. Murieron los doce hombres de la guarnición en el combate, salvo el comandante, a quien obligaron a escribir una carta exponiendo las quejas de los seneca. Tras esto, murió en la hoguera. Fort le Boeuf, también en Pensilvania, recibió un ataque el 18 de junio, posiblemente a manos de los mismos seneca que habían destruido Fort Venango dos días antes. Casi todos los ocupantes del fuerte consiguieron huir hasta Fort Pitt.
El octavo fuerte en caer fue Fort Presque Isle. Doscientos cincuenta ottawas, ojibwas, wyandots (hurones) y senecas rodearon el fuerte en la noche del 19 de junio. Tras un asedio de dos días, la guarnición de 40 hombres se rindió con la condición de poder retirarse a Fort Pitt. Sin embargo, la mayoría de ellos fueron asesinados tras salir del fuerte.

### Asedio de Fort Pitt

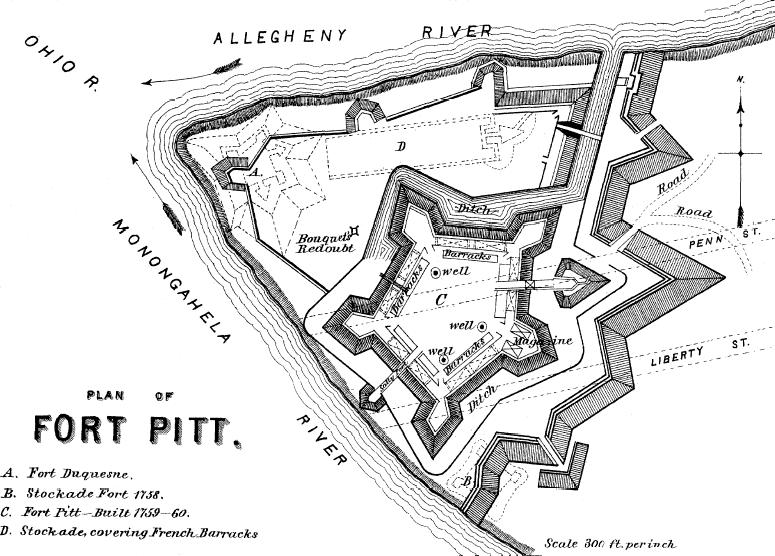
Plano de 1759 de Fort Pitt, antiguo Fort Duquesne, a orillas del río Monongahela

Los colonos de la zona más occidental de Pensilvania huyeron a refugiarse a Fort Pitt tras el comienzo de la guerra. Aproximadamente 550 personas abarrotaron el fuerte, entre ellas 200 mujeres y niños. Simeon Ecuyer, el oficial británico al mando temió que, habiendo tanta gente, estuviesen expuestos a alguna epidemia ya que se dio algún caso de viruela. Fort Pitt fue atacado el 22 de junio de 1763 por indios de la tribu delaware. El fuerte era demasiado fuerte para ser tomado por la fuerza, por lo que fue asediado durante todo julio. Mientras, grupos de guerreros delaware y shawnee se adentraron en Pensilvania, tomando cautivos y matando a numerosos habitantes europeos. Dos pequeños fuertes que unían Fort Pitt con el este, Fort Bedford y Fort Logonier fueron atacados esporádicamente durante el conflicto, aunque nunca llegaron a caer.
Para Amherst, quien antes de la guerra había rechazado la idea de que los indios pudieran ofrecer la más mínima resistencia al dominio británico, la situación militar de ese verano le sobrepasaba. Escribió a sus subordinados, indicándoles que debían matar a todos los indios capturados. Al coronel Henry Bouquet, quien estaba preparando una expedición para liberar Fort Pitt, le propuso el 29 de junio que se encargase de contagiar la viruela entre los miembros de las tribus que hasta el momento se hubieran librado de la epidemia. Así pensaba reducir la resistencia.
Bouquet accedió a su propuesta informándole de que usaría las mantas infectadas para traspasar la enfermedad a los que mantenían el asedio. A Amherst le pareció un medio perfecto para transmitir la enfermedad. En las cartas no faltaron calificativos racistas contra los indígenas.
Los oficiales del fuerte asediado ya habían intentado hacer lo que Amherst y Bouquet estaban planeando, aparentemente sin que se lo hubiera ordenado. El 24 de junio, Ecuyer dio a los representantes de los delaware que habían acudido a una reunión dos mantas que habían sido expuestas a la enfermedad, confiando en expandirla entre los indios para acabar con el asedio.
No está claro hoy en día si los británicos consiguieron infectar a los indios, aunque durante la Rebelión de Pontiac muchos nativos americanos murieron de viruela. No obstante, algunos estudiosos dudan del éxito de la estratagema ya que la epidemia entre muchos indios del Ohio precedió al uso de las mantas. Además, los indios de fuera del Fort Pitt mantuvieron el asedio por más de un mes después de haber recibido las mantas, aparentemente sin afectarse por la enfermedad. Al menos los dos jefes delaware que repartieron las mantas estaban en buen estado de salud al concluir el asedio. Algunos testigos informaron de que los guerreros nativos contrajeron la enfermedad tras atacar asentamientos de europeos infectados y pudieron ser ellos quienes propagaran la enfermedad al volver a casa.

### Bushy Run y Devil's Hole
El 1 de agosto la mayoría de los indios abandonaron el asedio de Fort Pitt para interceptar un destacamento de 500 británicos que avanzaban bajo el mando del coronel Bouquet. El 5 de agosto los nativos tendieron una emboscada a la columna británica y ambos grupos se enfrentaron en la batalla de Bushy Run. Aunque los británicos sufrieron numerosas bajas, Bouquet consiguió no ceder terreno hasta que, tras la puesta de sol, los indios se retiraron del combate. A la mañana siguiente las tribus aliadas volvieron a atacar, pero esta vez fueron ellas las que sufrieron la emboscada y fueron rodeadas. Los guerreros indios huyeron hacia Bushy Run. Bouquet llegó a Fort Pitt y lo liberó el 20 de agosto.
Tras esta victoria vino una desastrosa derrota. El 14 de septiembre, 300 seneca, ottawas y ojibwas atacaron una caravana de mercancías que se dirigía a Fort Niagara cuando pasaba por Devil's Hole. Poco armados y tomados por sorpresa tuvieron que huir a Fort Schlosser. Dos compañías enviadas desde Fort Grey al recibir noticias del ataque fueron derrotadas. Más de 81 soldados murieron en estas acciones, conocidas como la Masacre de Devil’s Hole, el enfrentamiento más sangriento para los británicos durante la guerra. Los refuerzos desde Fort Schlosser llegaron pocos minutos después de la derrota y tuvieron que retirarse por temor a un nuevo ataque.

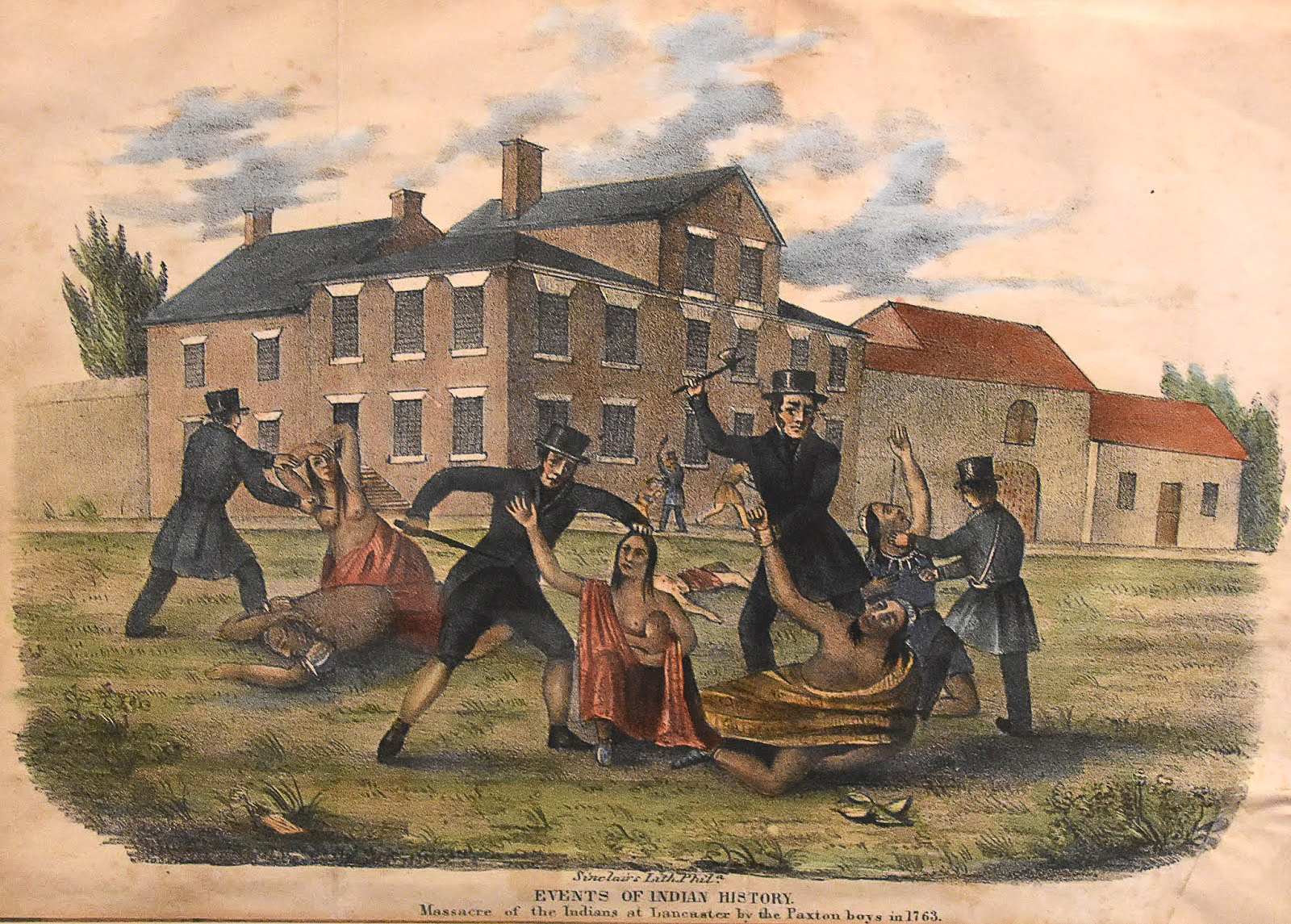
Masacre india de Lancaster en 1763. El 27 de diciembre de ese año, los Paxton Boys asesinaron a 14 nativos protegidos en esa ciudad.

## Paxton Boys
La violencia y el terror que estaba causando la guerra de Pontiac llevaron a muchos pensilvanos a pensar que su gobierno no estaba haciendo lo suficiente para protegerlos. El descontento se hizo evidente cuando un grupo de habitantes de Paxton (Pensilvania) se alzó en armas. Fueron conocidos como los Paxton Boys. Este grupo dirigió su enfado contra los nativos, de mayoría cristiana, que habitaban pacíficamente entre los asentamientos blancos. Impulsados por los rumores de que se había visto una partida de indios en el poblado de Conestoga, el 14 de diciembre, cincuenta miembros de los Paxton Boys se dirigieron hacia el pueblo y mataron a los seis habitantes que encontraron. El gobierno de Pensilvania había puesto a salvo a otros catorce indios conestoga encarcelándolos en Lancaster, pero los Paxton Boys entraron en las celdas y los masacraron. El gobernador John Penn ofreció dinero a quien capturase a los asesinos, pero nadie se atrevió a identificarlos.
Los Paxton Boys se centraron entonces en otros indios que vivían en el este de Pensilvania, muchos de los cuales huyeron a Filadelfia en busca de protección. Varios cientos de paxtonianos fueron a Filadelfia en enero de 1764, donde la presencia de tropas británicas y milicianos coloniales evitaron que llevasen a cabo sus planes. Benjamin Franklin, quien había ayudado a organizar la milicia, negoció con los Paxton Boys y consiguió terminar temporalmente con la crisis. Franklin publicó una mordaz acusación contra los Paxton Boys.

## La respuesta británica entre 1764 y 1766
Las incursiones indias en la frontera con los asentamientos europeos aumentaron durante la primavera y el verano de 1764. El mayor golpe que dieron fue en Virginia, donde mataron a más de 100 civiles. El 26 de mayo en Maryland, 15 colonos que estaban trabajando un campo cerca de Fort Cumberland murieron en un ataque de los nativos. El 14 de junio murieron otros 13 cerca de Fort Loundoun, Pensilvania. El suceso más famoso ocurrió el 26 de julio en Pensilvania, donde 4 indios delaware mataron y arrancarancaron la cabellera de un profesor de escuela y 10 alumnos. Estos incidentes empujaron a la Asamblea de Pensilvania a volver a ofrecer recompensas a todo aquel que matase a cualquier indio enemigo mayor de 10 años, incluidas mujeres. Esta era una práctica que había sido útil durante la guerra de los Siete Años.
El general Amherst, al que se consideró responsable del levantamiento por la Junta de Comercio, fue llamado a volver a Londres en agosto de 1763. Le reemplazó el mayor general Thomas Gage. En 1764, Gage envió dos expediciones hacia el oeste, para acabar con la rebelión, rescatar a los prisioneros británicos y capturar a los indios responsables de la guerra. La campaña de Gage, que había sido diseñada por Amherst, prolongó la guerra durante un año más ya que se centraba más en castigar a los indios que en acabar con el conflicto. La única variación que introdujo Gage sobre el plan de Amherst fue el envío de William Johnson a Fort Niagara para intentar conseguir un tratado de paz con aquellos indios que estuviesen dispuestos a «enterrar el hacha de guerra».

### Tratado de Fort Niagara
En julio de 1764, Johnson acordó un tratado en Fort Niagara con los aproximadamente 2000 indios que acudieron, la mayoría de ellos iroqueses. Aunque la mayoría de los iroqueses habían permanecido fuera del conflicto, los seneca se habían levantado en armas contra los británicos y Johnson se esforzó en conseguir que volviesen a aceptar el Covenant Chain. Como compensación por la emboscada de Devil's Hole, los seneca fueron obligados a ceder una zona estratégicamente importante para los británicos cerca de Fort Niagara. Johnson incluso consiguió convencer a los iroqueses que enviasen un ataque contra los indios del Ohio. La expedición iroquesa capturó un importante número de delawares y destruyó algunos pueblos de los delaware y shawnee en el valle del Susquehanna, aunque no se involucraron tanto como a Johnson le hubiese gustado.

### Dos expediciones
Tras haber asegurado la zona de Fort Niagara, los británicos enviaron dos expediciones militares a la zona del conflicto, al oeste. La primera expedición, dirigida por el coronel John Bradstreet, debía viajar en barco a través del lago Erie hacia el sur, hacia el territorio del Ohio. La segunda expedición, liderada por el coronel Bouquet, tenía que dirigirse hacia el oeste desde Fort Pitt y crear un segundo frente en Ohio.

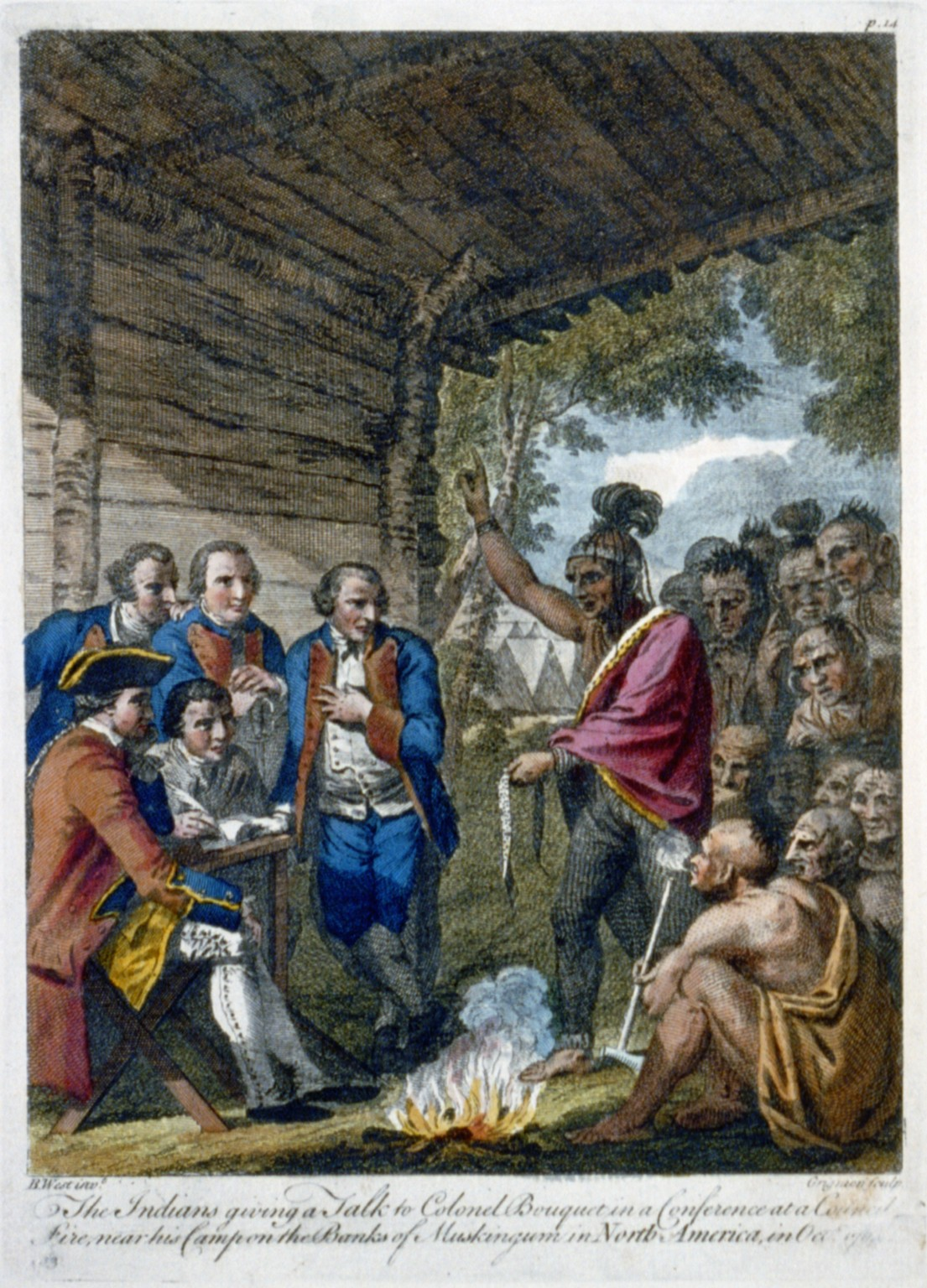
Negociaciones entre Bouquets y los indios, según los imaginó Benjamin West

Bradstreet partió de Fort Schlosser a principios de agosto de 1764 con aproximadamente 1200 soldados y un importante contingente de aliados indígenas reclutados por William Johnson. Bradstreet opinaba que no tenía suficientes tropas para vencer a los indios por la fuerza, por lo que, cuando los fuertes vientos le obligaron a detenerse en Presque Isle el 12 de agosto decidió negociar un tratado de paz con una delegación de indios del Ohio dirigida por Guyasuta. Bradstreet se excedió en sus poderes al pretender firmar un tratado de paz y no una tregua. Además aceptó la petición de los indios de que la expedición de Bouquet no partiese de Fort Pitt. Gage, Johnson y Bouquet se indignaron ante la actitud de Bradstreet. Gage canceló el tratado creyendo que los indios habían engañado a Bradstreet para que detuviese su avance. Esto, en parte fue cierto, ya que los indios no entregaron a los prisioneros en septiembre como habían prometido y algunos shawnee intentaron captar franceses para que les ayudasen en la guerra.
Bradstreet continuó hacia el oeste, aún sin saber que sus tratados diplomáticos estaban enfadando a sus superiores. Llegó a Fort Detroit el 26 de agosto, donde él negoció otro tratado. En un intento de desacreditar a Pontiac, que no se encontraba presente en la reunión, Bradstreet rompió un mensaje de paz enviado por el líder ottawa. Esto no surtió el efecto esperado, sino que asustó y ofendió a los indios allí reunidos. Bradstreet alegó ante los británicos que los indios habían aceptado la soberanía británica en las negociaciones, pero Johnson opinaba que este asunto no había sido suficientemente explicado a los indios y que se necesitarían negociaciones posteriores. Aunque Bradstreet consiguió reocupar y reforzar los fuertes británicos de la región, su diplomacia no fue decisiva.
El coronel Bouquet, retrasado en Pensilvania mientras reunía a la milicia, partió de Fort Pitt el 3 de octubre de 1764 con 1150 hombres. Marchó hacia el río Muskingum, en Ohio, dentro de la zona de ataque de diversos pueblos indígenas. Tras los tratados negociados en Fort Niagara y Fort Detroit, los indios del Ohio estaban aislados y, con pocas excepciones, preparados para firmar la paz. En un concilio que comenzó el 17 de octubre, Bouquet pidió a los nativos la devolución de todos los prisioneros, incluidos los que no se habían devuelto tras la guerra franco-india. Guyasuta y otros líderes entregaron más de 200 cautivos, muchos de los cuales ya habían sido adoptados en familias indias. Como no todos los cautivos estaban presentes, los indios fueron obligados a entregar rehenes como garantía de que devolverían a todos los que faltaban. Los indios aceptaron acudir a una conferencia de paz más formal con William Johnson, la cual acabó en julio de 1765.

### Tratado con Pontiac

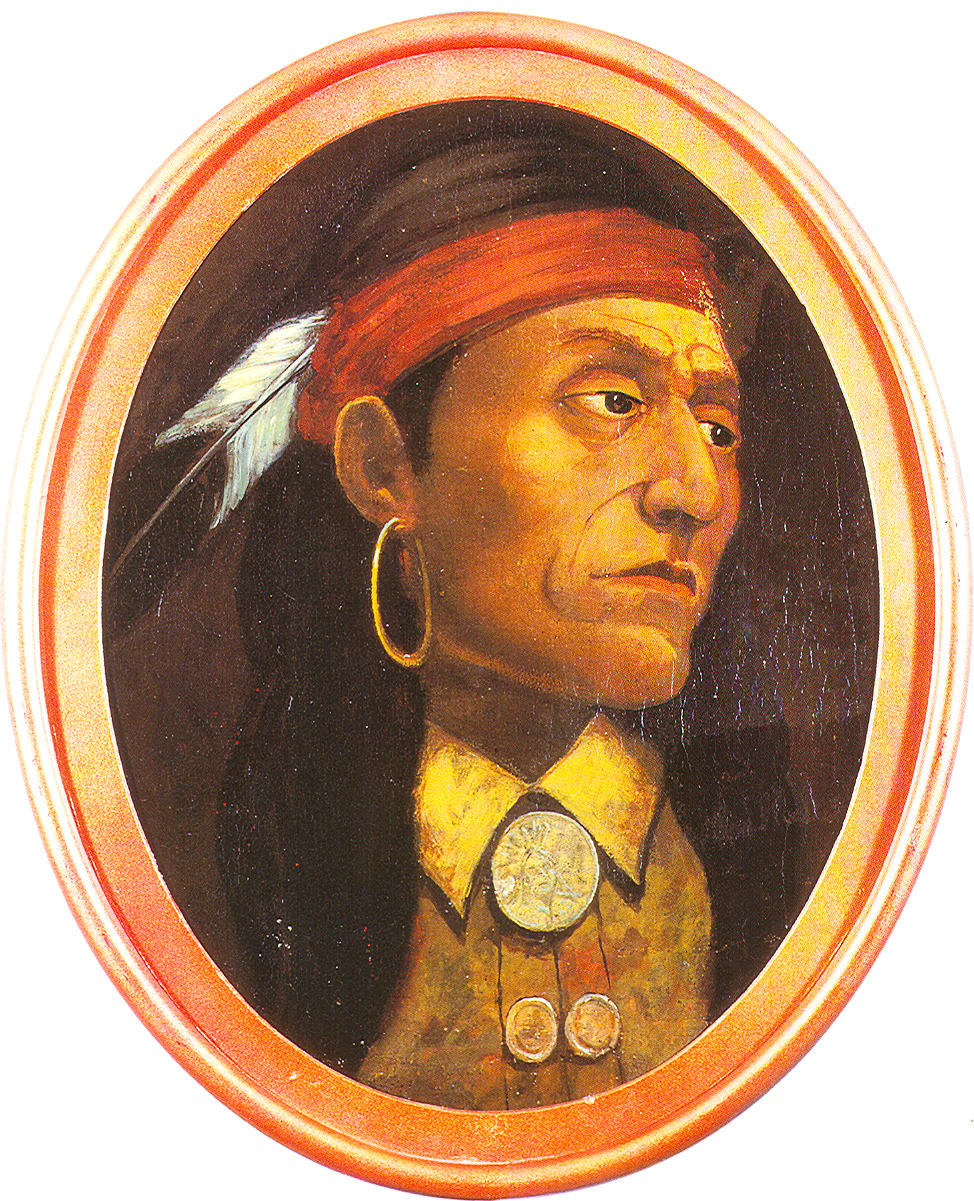
Retrato de Pontiac, según lo imaginó John Mix Stanley en el

Aunque el conflicto militar prácticamente había terminado con las expediciones de 1764, los indios aún llamaban a la resistencia contra los británicos en el Illinois Country, donde las tropas británicas aún no habían tomado posesión de Fort Chartres. Charlot Kaské, un jefe de los shawnee surgió como el mayor líder contra los británicos en la región, llegando a ser más influyente de Pontiac. Kaské viajó hasta Nueva Orleans con la intención de conseguir la ayuda de los franceses contra Gran Bretaña.
En 1765, los británicos decidieron que solo conseguirían ocupar el Illinois Country mediante la diplomacia. Los oficiales británicos se centraron en Pontiac, quien se había vuelto menos agresivo tras la tregua de Bouquet con los indios del Ohio. George Croghan, adjunto de Johnson, viajó a Illinois durante el verano de 1765 y, pese a resultar herido durante el camino por un ataque de kikapús y mascountens, consiguió reunirse y negociar con Pontiac. Charlot Kaské quería quemar a Croghan en la hoguera pero Pontiac consiguió que se moderase y aceptó viajar a la Colonia de Nueva York. Allí firmó un tratado de paz formal con William Johnson en Fort Notario el 25 de julio de 1766. No fue ni mucho menos una rendición ya que ni se cedieron tierras ni se devolvieron prisioneros ni se tomaron rehenes. Más que aceptar la soberanía británica, Kaské abandonó territorio británico cruzando el río Misisipi y refugiándose con otros indios y franceses.

## Legado
El número total de fallecidos durante la rebelión de Pontiac se desconoce. Alrededor de 400 soldados británicos resultaron muertos en combate y aproximadamente 50 fueron capturados y torturados hasta la muerte. George Croghan estimó que unos 2000 colonos fueron asesinados o capturados. La violencia empujó a más de 4000 británicos a huir de sus casas en Pensilvania y Virginia. Los datos sobre las pérdidas de los indios americanos son aún menos conocidas, aunque se estima que durante los distintos enfrentamientos murieron 200 guerreros, a lo que habría que añadir todas las muertes causadas por viruela si se acepta que la estratagema de las mantas infectadas tuvo éxito.
La guerra de Pontiac se ha considerado tradicionalmente como una derrota de los indios, pero es más acertado afirmar que fue un empate militar: mientras los indios fallaron en su intento de expulsar a los británicos, estos fueron incapaces de conquistar las tierras de los nativos. El final de la guerra vino a través de negociaciones y no por victorias en campos de batalla. Los indios, de hecho, tuvieron una importante victoria al conseguir que el gobierno británico abandonase las políticas de represión de Amherst y, en su lugar, buscase una alianza con los nativos al estilo de la que éstos ya tenían con Francia.

Mapa de la división entre los territorios coloniales y la reserva india, según se diseñó en el Decreto Real de 1763

Las relaciones entre los colonos y los indios, que se habían visto duramente deterioradas durante la guerra franco-india, volvieron a decaer durante la rebelión de Pontiac. La guerra destacó por la violencia en ambos bandos, aparentemente movidos por un fanatismo genocida. Las gentes de ambos lados llegaron a la conclusión de que tanto colonos como nativos eran totalmente distintos por naturaleza y nunca podrían vivir unos con otros. Según el historiador Daniel Richter, durante la guerra surgió la idea de que todos los nativos eran Indios, todos los europeos Blancos y que la misión de cada uno era destruir al otro.
El Gobierno británico también llegó a la conclusión de que los colonos y los indios debían permanecer separados. El 7 de octubre de 1763, la Corona redactó el Decreto Real de 1763, mediante la cual quería reorganizar los territorios norteamericanos tras el tratado de París. La Rebelión se produjo cuando el Decreto aún estaba en proceso de preparación, por lo que tuvo que ser aprobado rápidamente en cuanto las noticias del levantamiento llegaron a Londres. Los oficiales dibujaron una línea de separación entre las colonias británicas y las tierras de los nativos al oeste la los Montes Apalaches, creando una inmensa Reserva India que abarcaba desde los Apalaches hasta el río Misisipi y desde Florida hasta Terranova. Al prohibir a los colonos entrar en tierras indias, el gobierno británico esperaba evitar nuevos sucesos como la Rebelión de Pontiac. Desde este momento, la segregación caracterizó las relaciones entre los europeos y los nativos en Norteamérica.
Los efectos de la guerra de Pontiac se hicieron notar durante mucho tiempo. Debido a que el Decreto reconoció algunos derechos a los indígenas sobre las tierras que ocupaban pasó a ser conocida como la Carta de Derecho de los Indios (Indian Bill of Rights en inglés). A los colonos británicos y los especuladores de tierras, sin embargo, el Decreto les pareció la denegación de poder ocupar las tierras que habían conquistado a los franceses. El resentimiento que esto provocó minó entre los colonos hacia el Imperio, determinó el levantamiento que llevó a la Independencia de Estados Unidos.
Para los indios americanos, la guerra de Pontiac demostró la importancia de la unión de todas las tribus para resistir el avance de colonial. Aunque el conflicto dividió a tribus y poblados, durante esta guerra se creó la primera resistencia multitribal contra los europeos y fue la primera que no supuso una completa derrota de los nativos.
Sin embargo, el Decreto Real de 1763 no evitó que los británicos intentasen expandirse hacia el oeste, por lo que los indígenas se vieron forzados a formar nuevos movimientos de resistencia. El primero comenzó en 1767 tras una reunión organizada por los shawnee y durante las siguientes décadas hubo diversos líderes como Joseph Brant, Alexander McGllivray, Blue Jacket y Tecumesh, por ejemplo, que intentaron crear nuevas confederaciones para revivir los movimientos de resistencia.

## En la ficción
La novela de Neil Swanson Unconquered está ambientada durante esta rebelión y fue llevada al cine en 1947 bajo la dirección de Cecil B. DeMille con el título de Los inconquistables.